# Sport & Salon

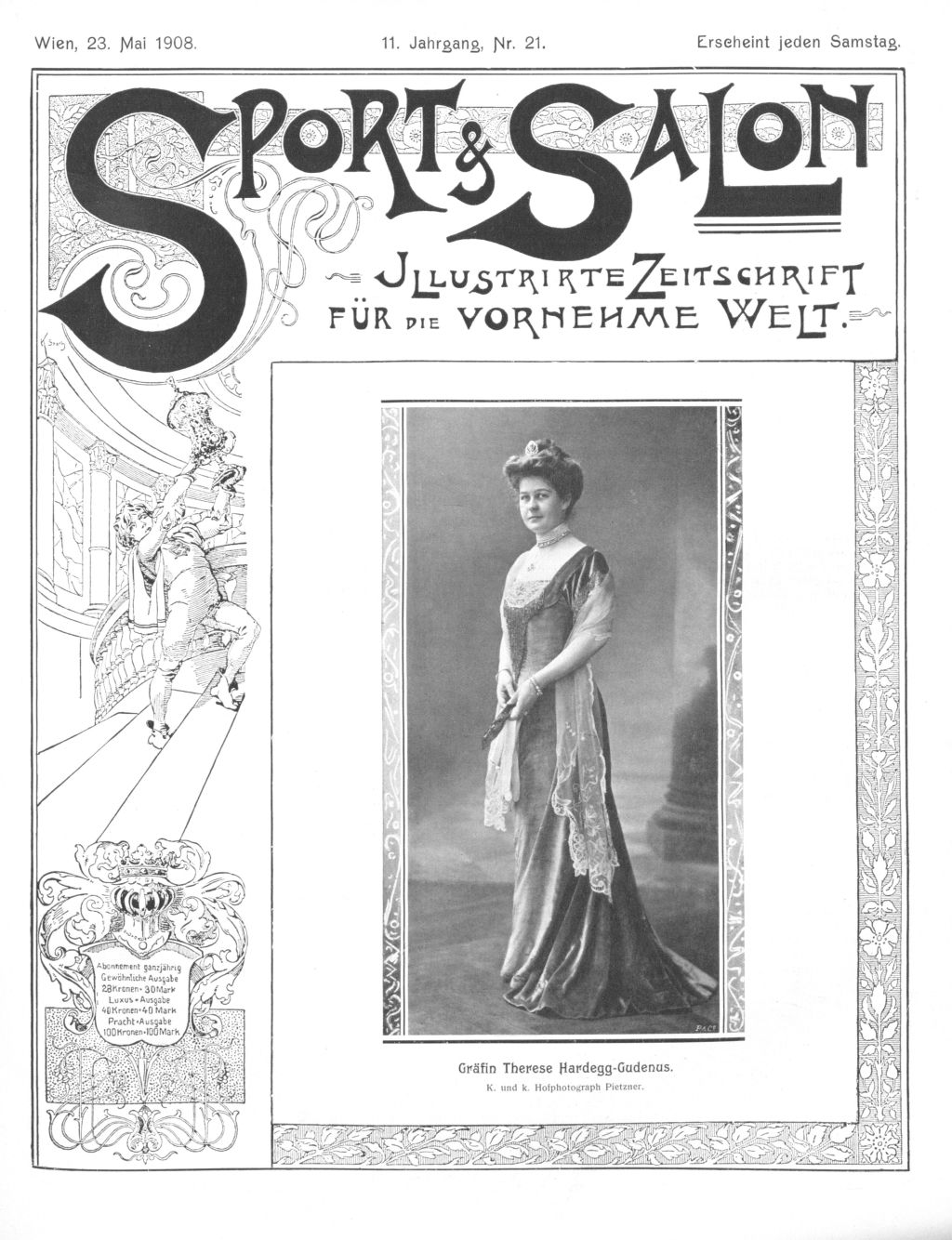
Titel der Ausgabe vom 23. Mai 1908, mit Gräfin Therese Hardegg-Gudenus

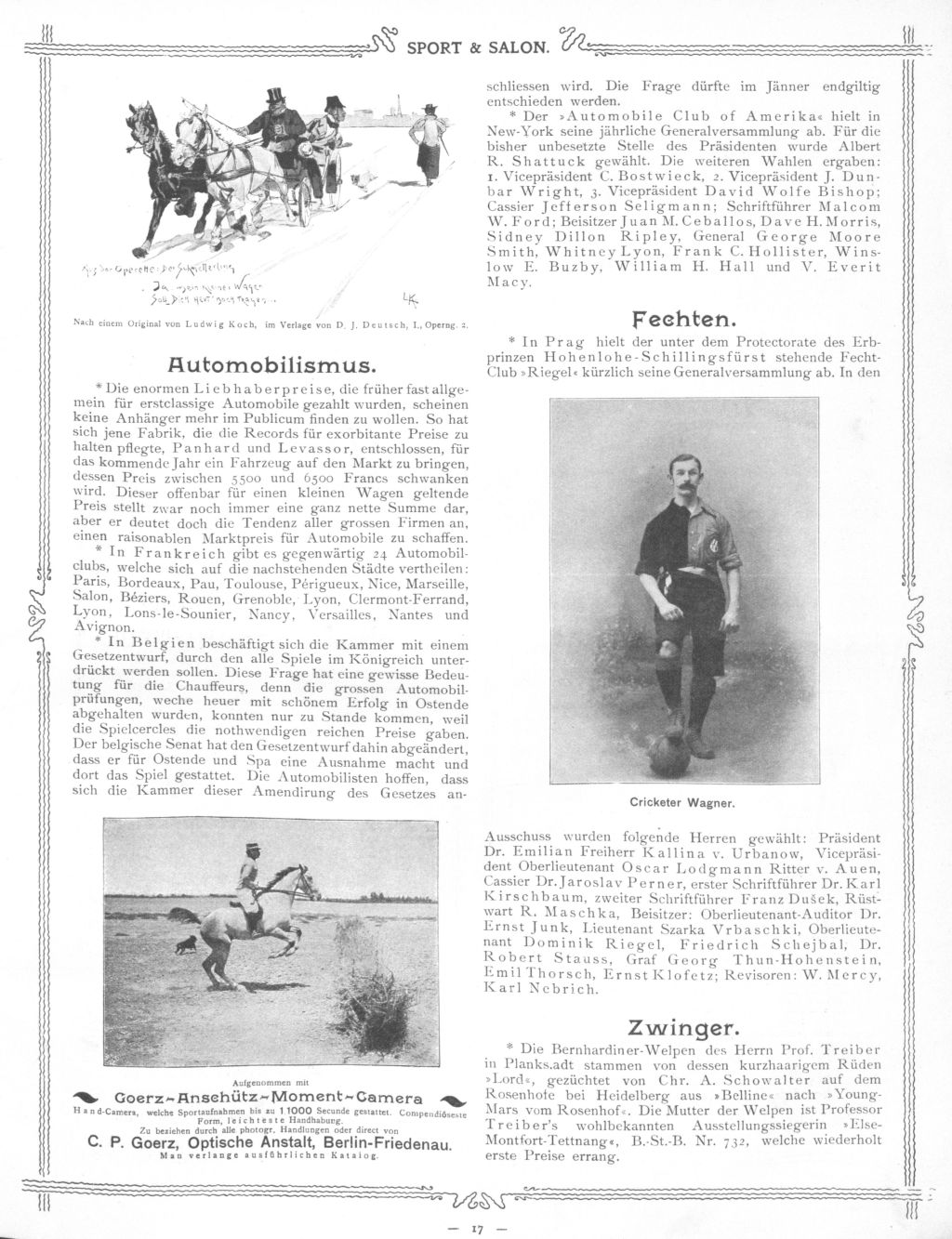
Sportseite vom Jänner 1901

Sport & Salon, Untertitel Illustrierte Zeitschrift für die Vornehme Welt, war eine wöchentlich im Wien der k.u.k-Ära erscheinende Zeitschrift im Quartoformat. Die erstmals 1888 herausgegebene Zeitschrift beschäftigte sich vornehmlich mit der Welt der Adeligen, kulturellen Ereignissen, Mode und Sport. Die Zeitschrift überlebte den Niedergang der Donaumonarchie nach dem Ersten Weltkrieg nicht lange und wurde mit der Ausgabe vom 22. Dezember 1918 eingestellt.

## Inhalte
Sport & Salon hatte wohl durchschnittlich 20 Seiten Umfang. Der über die Jahre hinweg großteils unveränderte Titel wurde in der Regel mit der Abbildung einer aristokratischen Person, vornehmlich weiblich, geziert. Der Inhalt gliederte sich in etwa wie folgt auf:
- Hof und Gesellschaft
  - Aus dem Allerhöchsten Kaiserhause
  - Von fremden Höfen
  - Aristokratie und Gesellschaft
  - Diplomatie und Klerus
- Armee und Marine
- Sportliche Rundschau
- Theater, Musik und Literatur
- Verschiedenes

Hier wurden im Detail immer wieder Veränderungen durchgeführt. Beispielsweise gab es über lange Zeit hinweg auch eine Sektion die Jours und Jours Fixes, womit Gastlichkeiten bei Häusern der „vornehmen Welt“ gemeint waren, auflistete. Die Sportsektion befasste sich vornehmlich mit „Rennen“ und „Traben“; für eine gewisse Zeit waren aber auch Sportarten wie Lawn-Tennis, Automobilismus und Fechten von Interesse. Es kam aber auch einmal vor, dass ein Photo eines Fußballers, der für sein gutes Aussehen bekannt war, ohne sonstigen Kontext eingestellt wurde.
Insgesamt hatte jede zweite oder dritte Seite ein oder mehrere Photos, in der Regel von Mitgliedern der Aristokratie, und fast immer auch eines von deren jüngstem Nachwuchs. Dazu kamen Bilder von Kulturschaffenden, hier meist Schauspieler oder Akteure der gehobenen Musikszene. Gelegentlich fanden sich auch Bilder von militärischen Einrichtungen. Der Sportteil wurde meist mit einem oder mehreren Photos von Rennpferden, deren aristokratischen Besitzern und ebensolchen Rennbesuchern geziert.
Nur selten wurde auf den redaktionellen Seiten auch Werbung betrieben. Die Anzeigen wurden vornehmlich auf zwei oder drei Seiten jeder Ausgabe konzentriert. Die Inserate, oft mit kleineren Illustrationen bestückt, bewarben vornehmlich Güter und Dienstleistungen die eher für gehobene Ansprüche geeignet waren. Populär waren Anzeigen für Hotels der Luxusklasse in Wien, aber auch an touristischen Orten wie dem seinerzeit wohl sehr populären Seebad Abbazia, dem heutigen kroatischen Opatija. Dazu kamen Mode, Wäsche, diverse Gesundheitsmittel, Weine und Spirituosen, später auch für moderne Industrieprodukte wie Kameras, Automobile, Küchen und Sanitäres. Bei Dienstleistungen dominierten Doctores, Kammerjäger und Finanzdienstleister.

## Ende 1918 – Wiederbelebungsversuch 1924
Kurz nach Ende des Ersten Weltkrieges am 11. November 1918 erschien am 1. Dezember die Zeitschrift als „Sondernummer: Filmzauber“ – vermutlich der Versuch einer Neuorientierung und mit 52 Seiten zugleich die umfangreichste Ausgabe der Zeitschrift. Auch Fortsetzungsromane waren seit einiger Zeit ein Schwerpunkt der Zeitschrift – doch in der Ausgabe vom 22. Dezember 1918 druckte Sport & Salon den letzten Teil des Fortsetzungsromanes Agate Imhoff von Fritz Banli ab und verwies ihre Leserschaft auf eine ab 1. Jänner 1919 im „Verlag der Elbemühl“ erscheinende Wiener Woche, mit der Sport & Salon „fusioniert worden“ sei.
Im Mai 1924 versuchte Otto Goldschläger, vermutlich ein Journalist, als Herausgeber und Eigentümer die Zeitschrift wiederzubeleben und „1 bis 2 mal monatlich“ erscheinen zu lassen. Das Format der Titelseite blieb dabei ebenso unverändert wie der Tenor der Inhalte. Auf Seite zwei führte er an „in einer Zeit, da der Begriff der Vornehmheit nahezu leere Phrase geworden ist eine Zeitschrift für die vornehme Welt“ anbieten zu wollen und versprach dabei „für jene wahre Vornehmheit der Denkweise und der Lebensführung einzutreten, von der die großen Zentren der Welt vor dem Kriege erfüllt waren, voran unser schönes Wien.“ Doch Goldschlägers Appell an eine vergangene Zeit schlug fehl und es blieb bei dieser einzigen Ausgabe.